# 牛稠港
牛稠港，是臺灣基隆市中山區的一個地名，位於該區東部偏南。

## 歷史
台灣清治末期，牛稠港地區為一街庄，稱為「牛稠港庄」，隸屬於基隆堡。該庄北與外木山庄為鄰，東邊北側與仙洞庄為界，東邊南側臨基隆港海域，南邊為基隆街，西南邊為蚵殼港庄，西北邊為外木山庄。
1901年（日治明治三十四年）11月，該庄隸屬於基隆廳，編入第一區。1905年（明治三十八年）7月，第一區、第二區合併為「基隆區」。1920年（大正九年），該庄改制為「牛稠港」大字，隸屬於臺北州基隆郡基隆街。1924年10月，基隆街升格為州轄基隆市。1931年基隆市實施「町名改正」，大字改制並拆分為多個町。
戰後基隆市改制為省轄市，牛稠港地區編入第五區，町改制為里。1946年，第五區改稱中山區，本地區仍屬之。因人口增加，本地區已細分為多個里。

## 交通
台鐵縱貫線端點站基隆車站位於牛稠港地區最南端外不遠處，屬一等站，各級列車均有停靠。由此往南可前往汐止、台北、桃園、新竹等地，亦可於八堵車站轉宜蘭線前往宜蘭、羅東、花蓮、台東等地。